# ييمي شوديمو
ييمي شوديمو، (مواليد 29 يناير 1960)، هو كاتب مسرحي نيجيري ومقدم برامج تلفزيونية ومخرج وصانع أفلام.

## حياة سابقة
ولد في أبيوكوتا عاصمة ولاية أوجون جنوب غرب نيجيريا. قضى حياته المبكرة في أبيوكوتا في قصر أليك إجبالاند حيث تعرَّف على ثقافة اليوروبا. وقال انه حضر جامعة أوولووو حيث حصل على ليسانس الآداب في الدراما، وشرع بعد ذلك إلى جامعة لاغوس حيث حصل على درجة الماجستير في الآداب في الاتصال الجماهيري.

## حياته المهنية
بدأ حياته المهنية في التمثيل عام 1976، وهو نفس العام الذي ظهر فيه في فيلم بعنوان "رئيس القرية". وأصبح معروفا لدوره الرئيسي آجاني في فيلم أوليكو، وهو فيلم أخرجه وأنتجه توندي كيلاني.